# Lymantria pramesta
Lymantria pramesta är en fjärilsart som beskrevs av Moore 1859. Lymantria pramesta ingår i släktet Lymantria och familjen tofsspinnare. Inga underarter finns listade i Catalogue of Life.